# Haris Radetinac
 (mars 2023).
Haris Radetinac, né le 28 octobre 1985 à Novi Pazar en Yougoslavie, est un footballeur bosnien qui joue au poste de milieu de terrain au Djurgårdens IF.

## Biographie
Radetinac débute en première division suédoise avec l'Åtvidabergs FF à l'âge de 24 ans le 15 mars 2010.
Le 9 août 2013, Haris Radetinac s'engage avec le Djurgårdens IF.
Il devient Champion de Suède en 2019.